# 이질
이질(痢疾, Dysentery)은 대장에서 발병하는 급성 또는 만성 질병이다. 전형적인 증세로는 액체와 같은 소량의 설사에 피와 점액이 섞여 나오며 심한 복통이 따른다. 발병 원인에 따라 아메바성 이질과 세균성 이질로 나뉜다. 콜레라와 함께 급성 설사를 일으키는 대표적인 전염병으로 대한민국에서는 법정 전염병으로 지정하고 있다. 동양의학에서는 여름철에 생긴 이질을 시리(時痢)라고 부른다.

## 역사 속의 이질
루이 6세, 석가모니, 에드워드 흑태자, 서태후 등이 이 병으로 죽었다.

## 아메바성 이질
아메바성 이질은 아메바와 같은 원생생물에 의해 유발되는 이질로 열대 지역에서 주로 발견된다.

## 세균성 이질

### 원인균
세균성 이질의 원인균은 이질균으로 장점막 상피세포에 정착하여 증식함으로써 감염증상을 일으킨다. 이질균은 포식소포를 용해시켜 숙주의 세포질에서 증식하며 액틴 미세섬유의 재배열을 통해 세포질을 통해 인접 세포로 방출되어 세포와 세포간 전파가 일어난다. 혈류 내로는 들어갈 수 없기 때문에 전신 감염은 일어나지 않는다. 이질균은 감염량이 매우 적어 200개 미만의 균수로도 감염을 유발시킬 수 있다. 배변된 가검물에서 이질균을 분리하여 확진할 수 있다. 이질균은 사람에게만 감염을 일으키는 대표적인 균으로 동일 질병 모델을 갖는 동물은 없다.

### 증상
세균성 이질은 이질균에 의해 발병하며 하향성 장관감염을 나타넨다. 즉 이질의 초기 1 ~ 3일에는 이질균이 소장에 정착하여 독소를 분비하므로 콜레라와 같이 물 같은 설사와 고열이 난다. 이후 이질균은 종착지점인 대장으로 내려와 증식하여 대장점막을 손상시키면 대변량은 감소하나 횟수가 증가하고 대변에 피와 점액이 묻어 나오게 되며 이질 특유의 고열과 복통을 앓게 된다. 어린이의 경우 환각과 경련이 동반될 수도 있는데 이에 대한 정확한 원인은 밝혀져 있지 않다. 세균성 이질의 잘 알려진 합병증은 탈수증으로 심할 경우 신부전이나 사망에 이를 수 있다.

### 감염 경로
이질균은 분변-구강 경로를 통해 사람에서 사람으로 감염된다. 또한, 수인성 또는 음식 매개에 의한 집단 발병도 가능하다.

### 치료와 예방
세균성 이질의 치료에는 테트라사이클린, 카나마이신, 시프로플록사신등이 쓰인다. 약물에 대한 내성을 갖는 균이 있으므로 투약전에 항균체 감수성 시험을 해야 한다.

## 같이 보기
- 콜레라
- 임질